# Arbusculohypopterygium
Arbusculohypopterygium là một chi rêu trong họ Hypopterygiaceae.